# Homalotylus scutellaris
Homalotylus scutellaris är en stekelart som beskrevs av Tan och Zhao 1997. Homalotylus scutellaris ingår i släktet Homalotylus och familjen sköldlussteklar. Inga underarter finns listade i Catalogue of Life.